# 베닝턴

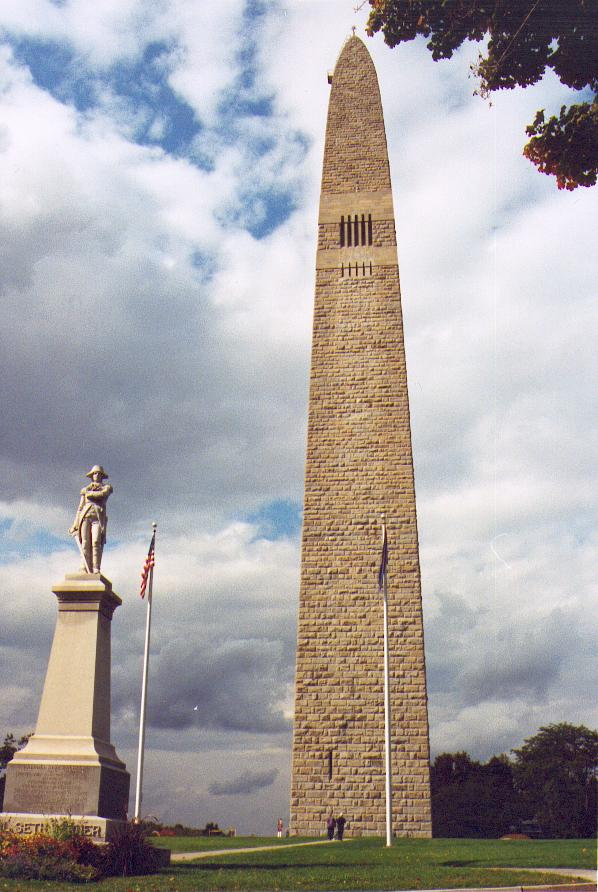

베닝턴(Bennington)은 미국 버몬트주 베닝턴군에 있는 도시이다. 이는 카운티의 두 개의 군청 소재지 중 하나이며, 다른 하나는 맨체스터이다. 2020년 미국 인구 조사 기준으로 인구는 15,333명이다. 베닝턴은 버몬트 남부에서 가장 인구가 많은 도시이자 버몬트에서 콜체스터 다음으로 두 번째로 큰 도시이자 주에서 여섯 번째로 큰 자치단체이다.
이 마을에는 버몬트주에서 인간이 만든 구조물 중 가장 높은 베닝턴 전투 기념비(Bennington Battle Monument)가 있는 곳이다. 이 도시는 주로 목재 가공 분야에서 제조업의 오랜 역사를 가지고 있다. 이 도시는 또한 도자기, 철, 직물로 전국적으로 인정받고 있다.